# Kočka rybářská
Kočka rybářská (Prionailurus viverrinus) je malá kočkovitá šelma obývající bažiny a mangrovové porosty jihovýchodní Asie. Starší vědecký název je Felis viverrina.

## Popis
Kočka rybářská váží 5,1–16 kg. Délka jejího těla je cca 113–141 cm. Výška dělá asi 25–33 cm.
Kočka rybářská patří mezi větší malé kočky, je asi tak dvakrát větší než velká kočka domácí. Samci jsou výrazně větší a robustnější než samice. Jsou podsadité, silné, s kratšími končetinami a krátkým, tupě zakončeným ocasem, který na první pohled vypadá jako useknutý. Vzhledem připomínají cibetku (rodové jméno cibetky, viverra, tedy dalo název druhovému jménu kočky rybářské, tedy P. viverrinus).
Zvláštností kočky rybářské jsou plovací blány mezi prsty předních končetin a fakt, že i zatažené drápy neustále vyčnívají z pochev, kočka rybářská je nedokáže zatáhnout úplně.
Barva srsti je tmavě šedá, s černými kulatými skvrnkami. Okolí čenichu a spodní část brady jsou bílé, stejně tak flíčky na uších. Od čenichu se mezi uši až na krk táhnou tmavé pruhy.

## Rozšíření a stanoviště
Kočky rybářské pocházejí z jižní a jihovýchodní Asie, kde obývají prostory poblíž vody. Vyskytují se jak v močálech a mokřinách, tak na březích potoků a řek. Obývají také mangrovové porosty.

## Biologie
Kočky rybářské jsou plachá samotářská zvířata, která se vyhýbají člověku. Potravu si hledají u vodních ploch. Jak napovídá jejich jméno, živí se převážně rybami. Ačkoliv ryby tvoří velkou část jejich jídelníčku, nejsou k jejich lovu příliš přizpůsobeny. Jejich drápy nejsou nijak zvlášť dlouhé. Na předních tlapkách mají plovací blány, ale jsou velmi malé, asi podobně jako je má rys. Drápy na předních končetinách používají jako harpunu a pro svou kořist se dokážou i potopit. V tomto případě přitisknou uši k hlavě, aby jim do nich nenateklo. Jejich kořistí se ale stávají i žáby, raci, měkkýši, vodní hmyz, nepohrdne ani na souši ulovenou myší, malým savcem či ptákem. Někdy napadají dobytek, živí se i mršinami. Údajně dokážou odnést i nemluvně.
O jejich rozmnožování v přírodě toho není moc známo a většina informací pochází z pozorování koček žijících v zajetí. Kočky rybářské se páří jednou ročně, většinou v lednu nebo únoru. Březost trvá 63–70 dní, po té samice vrhne 1–4 koťata, obvykle jsou ve vrhu 2 až 3 mláďata. V zajetí s péčí o mláďata pomáhá i samec, ale neví se, jestli je tomu tak i v přírodě. Koťata jsou odstavena v půl roce věku a v 10 měsících se osamostatňují. V zajetí se mohou dožít až 12 let.
Jejich jediným známým nepřítelem je člověk. Jsou ohroženy hlavně vysušováním mokřadů kvůli zemědělství, kácením vegetace i lovem kvůli masu, kožešině nebo kvůli útokům na dobytek.

## Chov v zoo
V Evropě je tento druh chován přibližně ve čtyřech desítkách zoo (stav jaro 2019). V Česku se jedná o tyto zoologické zahrady:
- Zoo Děčín - vede EEP
- Zoo Olomouc - Zde již není.
- Zoo Ostrava
- Zoo Praha
- Zoo Na Hrádečku - součástí EAZA EEP Species Committee

V minulosti byla kočka rybářská chována také v Zoo Brno a Zoo Ústí nad Labem. Na Slovensku je chována v Zoo Bojnice.

### Chov v Zoo Praha
Pražská zoo kočku rybářskou chová od roku 2004. Tehdy přišla samice ze Zoo Ostrava. Na začátku října 2014 se zde poprvé narodilo mládě. Zahradou prošlo několik zvířat, pár tvořil např. samec Mates ze Zoo Colombo na Srí Lance (narozen 2004, příchod přes Zoo Brno) a samice Oruwa (narozena 2011 v Zoo Ostrava). Ke konci roku 2017 byla chována jedna samice. V průběhu roku 2018 byl dovezen samec ze Spojeného království. V listopadu 2019 se narodilo v pořadí čtvrté pražské mládě.
Tento druh je k vidění v pavilonu šelem a plazů v dolní části Zoo.

## Galerie obrázků

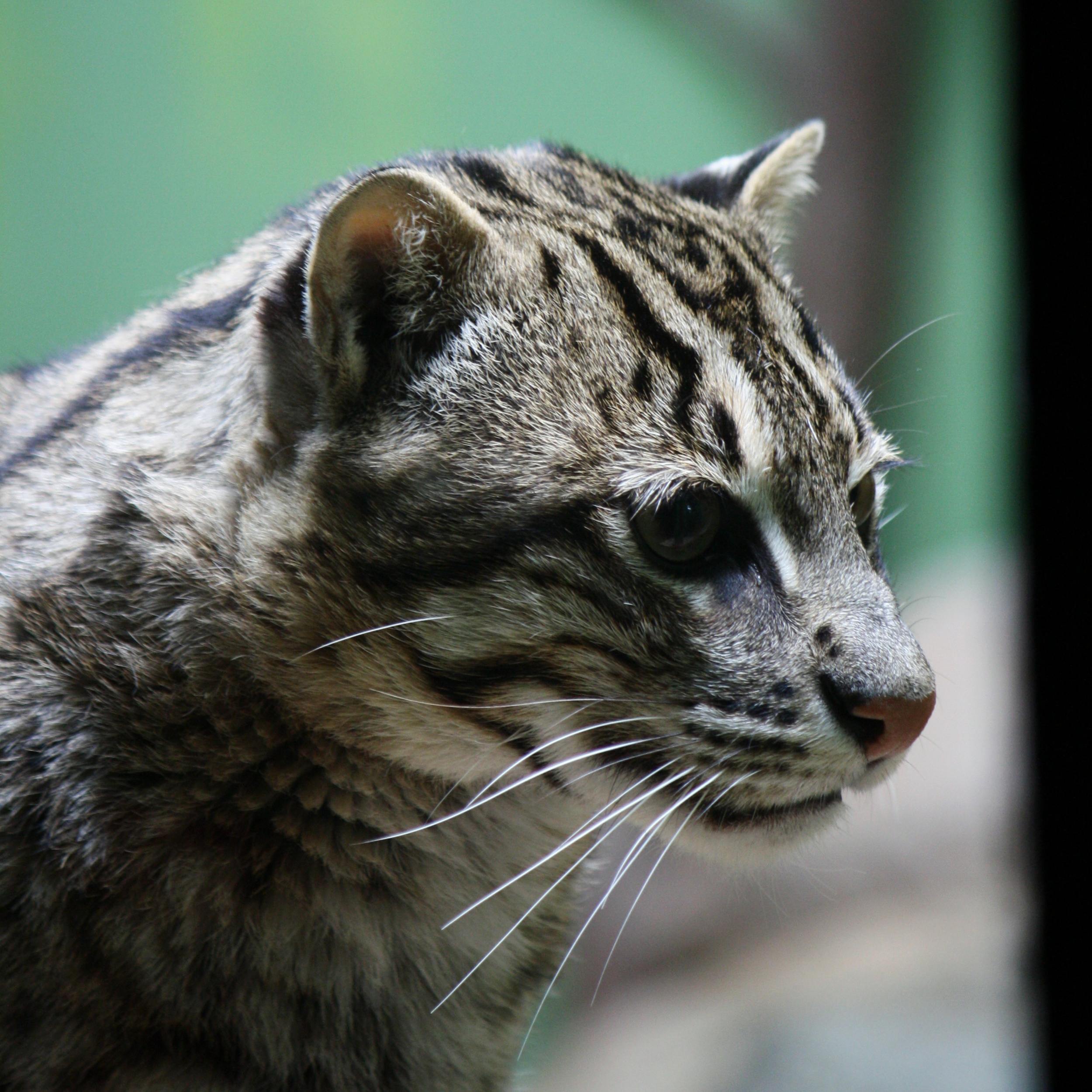
Kočka rybářská v Zoo Praha
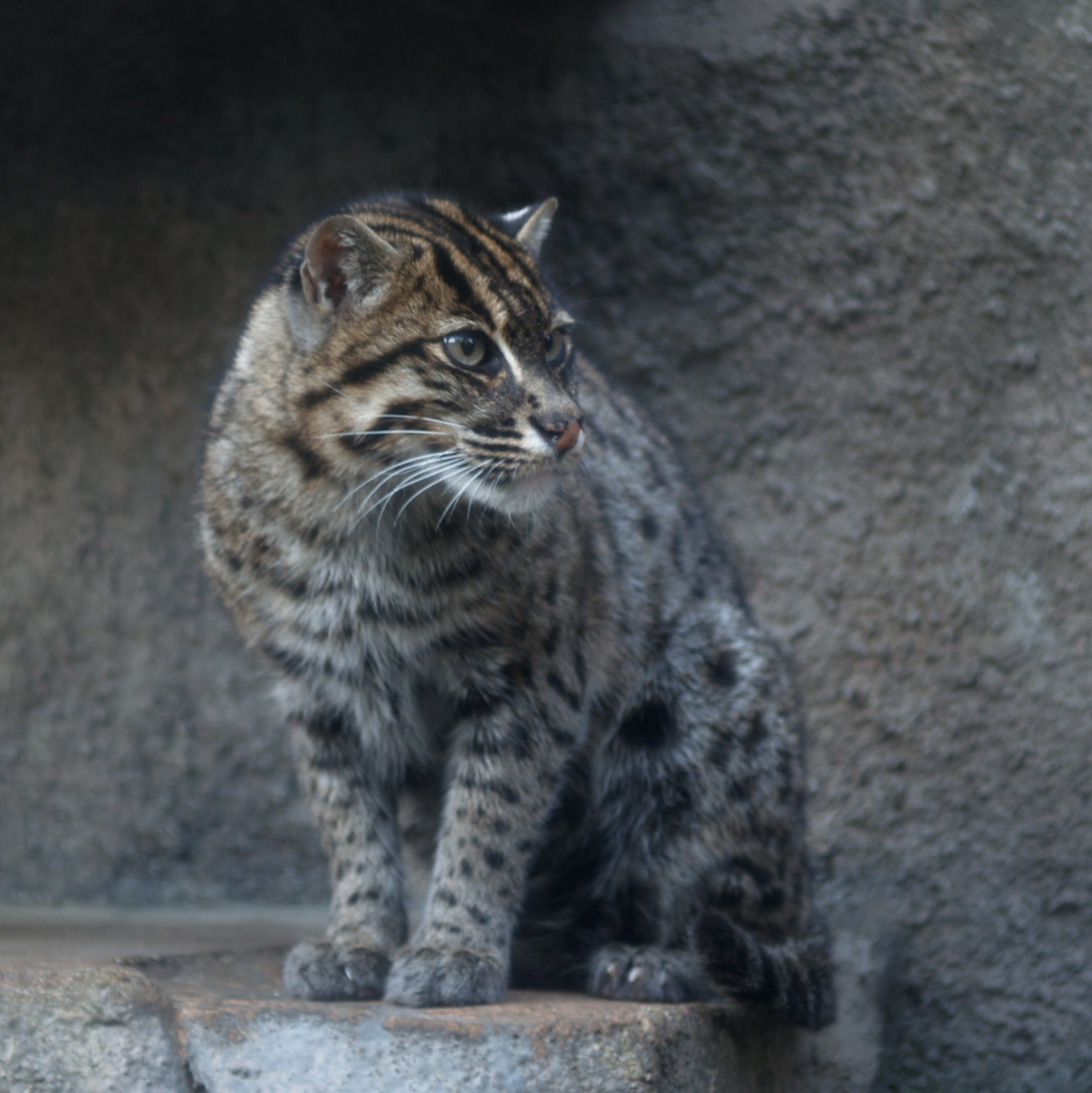
Zoo Ósaka, Japonsko
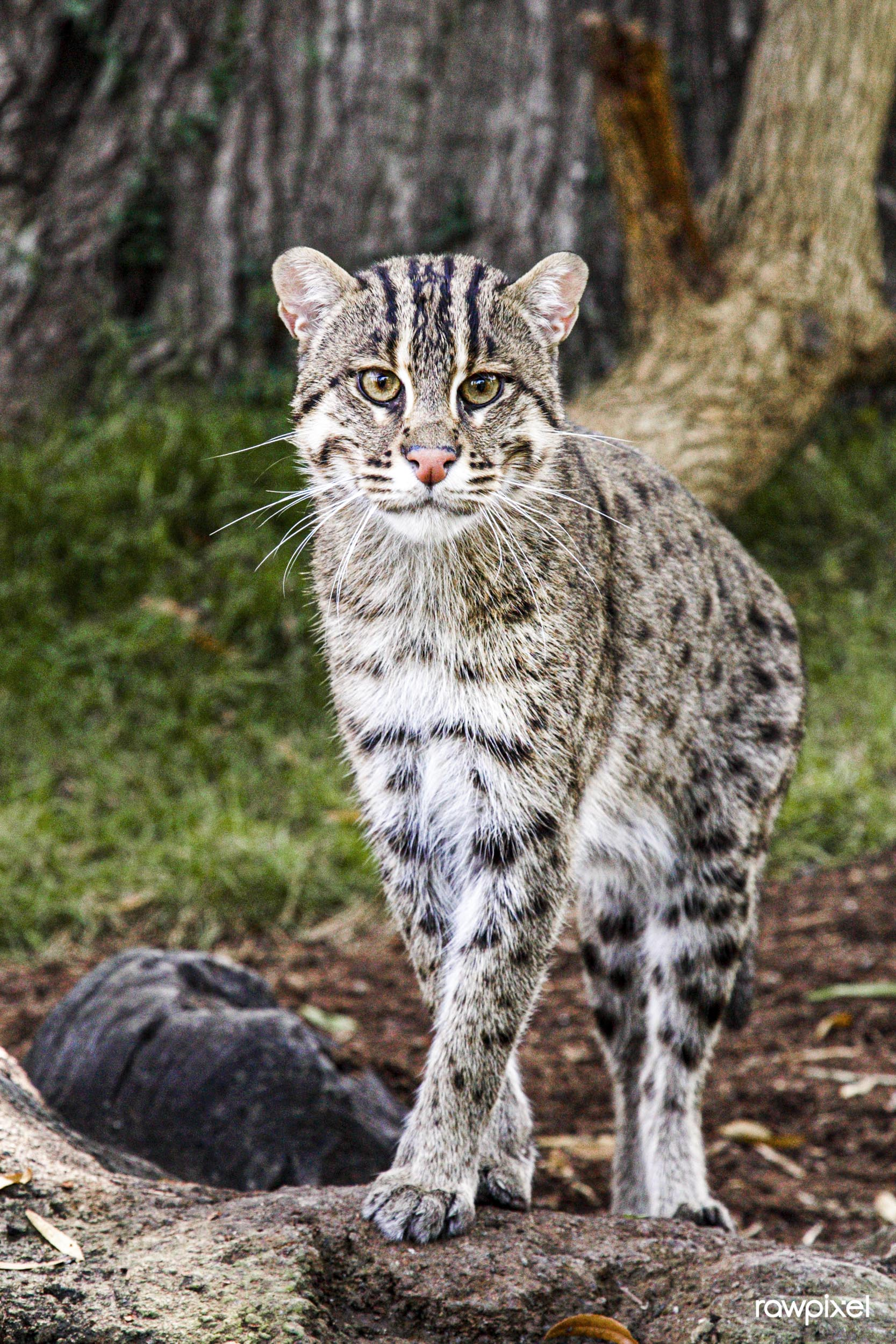
Kočka rybářská tváří v tvář
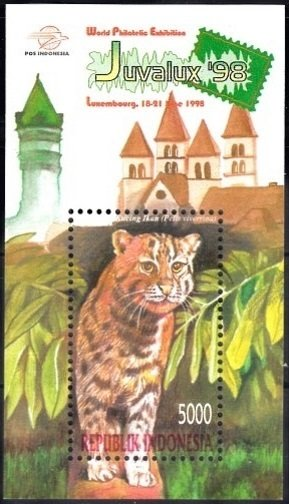
Kočka rybářská na Indonéské známce